# Лучников, Иван Иванович
Иван Иванович Лучников (22 июня 1923 года — 28 марта 2002 года, с. Красный Октябрь Белгородского района Белгородской области) — участник Великой Отечественной войны, полный кавалер Ордена Славы (1945).

## Биография
Родился 22 июня 1923 года в селе Журавлёвка Белгородского уезда Курской губернии ныне Белгородского района Белгородской области в крестьянской семье.
Окончил 6 классов.
В 1943 году был призван в РККА.
10 марта 1944 года гвардии рядовой Лучников, будучи сапёром 109-го отдельного гвардейского сапёрного батальона 95-й гвардейской стрелковой дивизии 5-й гвардейской армии 2-го Украинского фронта в 19 км к западу от Кировограда сделал проходы в минных полях противника для танков и артиллерии, снял много противотанковых мин. 8 апреля 1944 года награждён орденом Славы 3 степени.
С 8 августа 1944 года по 12 января 1945 года в составе того же сапёрного батальона на сандомирском плацдарме в районе 13-17 км к западу от польского города Сташув снял более 100 вражеских мин и произвёл инженерную разведку. 28 марта 1945 года награждён орденом Славы 2 степени.
16 апреля 1945 года, вплавь перебравшись с бойцами через реку Нейсе, вблизи населённого пункта Клейн-Зерхен в 26 км к востоку от Шпремберга ликвидировал более 30 противотанковых мин и 30 метров спирали Бруно. Указом Президиума Верховного Совета СССР от 27 июня 1945 года награждён орденом Славы 1 степени.
В 1945 году демобилизован в звании старшины, вернулся в родные края. После демобилизации работал в колхозе, жил в селе Красный Октябрь Белгородского района.
В 1995 году участвовал в параде Победы на Красной площади в Москве.
Умер 28 марта 2002 года.

## Награды
- медаль «За отвагу» (30.10.1943)[4]
- медаль «За отвагу» (14.9.1944)[5]
- орден Славы 3 степени (8.4.1944)[1]
- орден Славы 2 степени (28.3.1945)[2]
- орден Славы 1 степени (27.6.1945)[3]
- орден Отечественной войны 1 степени (12.4.1945)[6]
- орден Отечественной войны 1 степени (11.3.1985)[7]